# Pruisische Academie van Wetenschappen
De Pruisische Academie van Wetenschappen (Duits: Preußische Akademie der Wissenschaften) was een academie van wetenschappen die op 11 juli 1700 in Berlijn werd gesticht.
Keurvorst Frederik III van Brandenburg stichtte de academie op advies van Gottfried Leibniz in 1700, onder de naam van Kurfürstlich Brandenburgische Societät der Wissenschaften ("Keurvorstelijk Brandenburgs Genootschap voor de Wetenschappen"). Leibniz werd tot eerste president benoemd. In tegenstelling tot andere academies werd de Pruisische Academie niet rechtstreeks uit de schatkast gefinancierd. Frederik verleende het monopolie om in Brandenburg kalenders te produceren en verkopen aan de Pruisische academie, een idee van Leibniz. Toen Frederik in 1701 tot "Koning in Pruisen" werd gekroond, tevens de oprichting van het Koninkrijk Pruisen, werd de academie omgedoopt in de Königlich Preußische Sozietät der Wissenschaften ("Koninklijk Pruisisch Genootschap voor de Wetenschappen"). Terwijl andere academies zich op een beperkt aantal onderwerpen richten, was de Pruisische Academie de eerste die zich zowel op de natuurwetenschappen als op geesteswetenschappen richtte. In 1710 voerde de Pruisische academie een statuut in, waarbij de academie werd ingedeeld in twee natuurwetenschappelijke en twee geesteswetenschappelijk klassen. Deze indeling bleef tot 1830 onveranderd, in welk jaar de wis-en-natuurkunde en de filosofie-geschiedenis klasse-indeling de vier oude klassen verving.

## Beroemde leden
- Gottfried Leibniz, 1700, eerste president
- Leonhard Euler 1741-1766
- Montesquieu, buitenlands lid 1746
- Daniel Bernoulli, buitenlands lid 1746
- Pieter van Musschenbroeck, buitenlands lid 1746
- Denis Diderot, buitenlands lid 1751
- Jean Le Rond d'Alembert, buitenlands lid 1746
- Jérôme Lalande, 1752
- Johann Heinrich Lambert, ~1763
- Immanuel Kant, buitenlands lid 1786
- Michael Faraday, buitenlands lid 1842
- Voltaire, ~1750
- Gotthold Ephraim Lessing, buitenlands lid 1769
- Friedrich Schleiermacher, gewoon lid 1810
- Hermann von Helmholtz, corresponderend lid 1857; buitenlands lid 1870; gewoon lid 1871
- Rudolf Virchow, 1873
- Gustav von Schmoller, gewoon lid 1884
- Ulrich von Wilamowitz-Moellendorff, corresponderend lid 1891; gewoon lid 1899
- Johannes Schmidt, gewoon lid 1884
- Ferdinand Georg Frobenius, gewoon lid 1893
- Max Planck, gewoon lid 1894
- Albert Einstein, gewoon lid 1914
- Otto Hahn, gewoon lid 1924
- Hans von Euler-Chelpin, corresponderend lid 1942
- Arthur Auwers, secretaris vanaf 1866